# Clan 9
Clan 9 var en av de dominerande klanerna inom Quake-scenen från 1996 till 1999. Klanen bildades 1996 under namnet UYB (Up Your Backpack). Efter flera framgångsrika turneringar blev de sponsrade av Café Nine i Stockholm och bytte därefter namn till Clan 9.
Klanen var som mest framgångsrik i fps-spelet Quake, i vilket de vann de flesta turneringar som de ställde upp i. Clan 9 var för sin tid, tillsammans med bland annat den amerikanska klanen Death Row, de främsta lagen inom e-sport.
I augusti 1998 lyckades Clan 9 att besegra Death Row i en prestigefylld match i Stockholm. Resultatet slutade 8-2 till Clan 9 som i och med segern sågs som dåtidens absolut bästa Quake klan.

## Medlemmar
Samtliga medlemmar var av svensk nationalitet. Nedan följer deras alias.
- DOOMer
- Nikodemus
- oKKun
- Paralyzer
- Sniket
- Spice
- Turbo
- Xenon
- Zander97
- SmokE